# CHST13
CHST13 (англ. Carbohydrate sulfotransferase 13) – білок, який кодується однойменним геном, розташованим у людей на короткому плечі 3-ї хромосоми.  Довжина поліпептидного ланцюга білка становить 341 амінокислот, а молекулярна маса — 38 920.
| 10         |  | 20         |  | 30         |  | 40         |  | 50         |
| ---------- |  | ---------- |  | ---------- |  | ---------- |  | ---------- |
| MGRRCCRRRV |  | LAAACLGAAL |  | LLLCAAPRSL |  | RPAFGNRALG |  | SSWLGGEKRS |
| PLQKLYDLDQ |  | DPRSTLAKVH |  | RQRRDLLNSA |  | CSRHSRRQRL |  | LQPEDLRHVL |
| VDDAHGLLYC |  | YVPKVACTNW |  | KRVLLALSGQ |  | ARGDPRAISA |  | QEAHAPGRLP |
| SLADFSPAEI |  | NRRLRAYLAF |  | LFVREPFERL |  | ASAYRNKLAR |  | PYSAAFQRRY |
| GARIVQRLRP |  | RALPDARARG |  | HDVRFAEFLA |  | YLLDPRTRRE |  | EPFNEHWERA |
| HALCHPCRLR |  | YDVVGKFETL |  | AEDAAFVLGL |  | AGASDLSFPG |  | PPRPRGAAAS |
| RDLAARLFRD |  | ISPFYQRRLF |  | DLYKMDFLLF |  | NYSAPSYLRL |  | L          |

A: Аланін

C: Цистеїн

D: Аспарагінова кислота

E: Глутамінова кислота

F: Фенілаланін

G: Гліцин

H: Гістидин

I: Ізолейцин

K: Лізин

L: Лейцин

M: Метіонін

N: Аспарагін

P: Пролін

Q: Глутамін

R: Аргінін

S: Серин

T: Треонін

V: Валін

W: Триптофан

Кодований геном білок за функціями належить до трансфераз, фосфопротеїнів. 
Задіяний у таких біологічних процесах як вуглеводний обмін, поліморфізм, альтернативний сплайсинг. 
Локалізований у мембрані, апараті гольджі.